# Morris West
Morris Langlo West, noto anche come Michael East, Julian Morris (Melbourne, 26 aprile 1916 – Sydney, 9 ottobre 1999), è stato uno scrittore australiano.
I suoi libri sono stati pubblicati in 27 lingue e hanno venduto oltre 60 milioni di copie in tutto il mondo. Ogni nuovo libro da lui scritto una volta affermatosi, ha venduto più di un milione di copie.
Le opere di West sono spesso incentrate sulla politica internazionale e sul ruolo della Chiesa cattolica romana negli affari internazionali. Una delle sue opere più famose, The Shoes of the Fisherman (Nei panni di Pietro) (1963), descrive l'elezione e la carriera di uno slavo come pontefice, 15 anni prima della storica elezione di Karol Wojtyła a Papa Giovanni Paolo II. Il sequel, The Clowns of God (I giullari di Dio), racconta del successore del Papa slavo, un pontefice francese che si dimette dal papato, 32 anni prima delle dimissioni di Benedetto XVI.

## Biografia
Morris West è nato a St Kilda, Victoria e ha frequentato il collegio dei Fratelli cristiani della sua città. All'età di quattordici anni, è entrato nel seminario dei Fratelli Cristiani "come una sorta di rifugio" da un'infanzia difficile. Si è laureato all'Università di Melbourne nel 1937 e ha lavorato come insegnante nel Nuovo Galles del Sud e in Tasmania. Ha trascorso 12 anni in una residenza dell'ordine dei Fratelli Cristiani, pronunciando i voti annuali, ma ha chiuso l'esperienza nel 1941 senza pronunciare i voti perpetui. Quello stesso anno, si è sposato e si è arruolato nella Royal Australian Air Force. È stato distaccato dalla RAAF per lavorare per Billy Hughes, ex primo ministro australiano.
Divenuto famoso per la produzione di serie radiofoniche, lasciò l'Australia nel 1955 per scrivere e vivere in Austria, Italia, Inghilterra e Stati Uniti, tornando infine in Australia nel 1980. Durante questo periodo fu corrispondente del Vaticano per il Daily Mail dal 1956 al 1963.
Il suo primo successo letterario fu il romanzo L'avvocato del diavolo (1959, vincitore del James Tait Black Memorial Prize, e nel 1960 finalista al National Book Award per la narrativa), al quale fece seguito una serie di romanzi fantapolitici ricchi d'intreccio e di suspense. Tra essi vanno ricordati: Nei panni di Pietro (1963), The Ambassador (1965), La nuova Babele (1968), Lupo rosso (1971), La salamandra (1973), L'arlecchino (1975), I giullari di Dio (1979), L'arcicorruttore (1987), Un tocco da maestro (1989), Lazzaro (1990), Il grande mediatore (1991).
Nel romanzo Lazzaro lo scrittore, per quanto riguarda il nome del protagonista Leone XIV, papa mai esistito storicamente, cita di fatto un altro romanzo del 1973 di Bruce Marshall, dove è protagonista un altro papa mai esistito, Urbano IX, il cui incipit è il seguente: «Il conclave del 1990 era riunito da tre giorni nella cappella Sistina per tentar di trovare un successore a Leone XIV, di dubbia buona memoria». 
Si spense mentre stava lavorando al suo ventottesimo romanzo, ispirato alla vicenda di Giordano Bruno, che avrebbe intitolato L'ultima confessione, pubblicato postumo nel 2000.

## Onorificenze
- Membro dell'Order of Australia nel Australia Day Honours del 1985.[7]
- Ufficiale dell'Ordine nel 1997 in occasione del Compleanno della Regina.[8]

## Opere

### Narrativa
- Moon in My Pocket (1945) (con lo pseudonimo Julian Morris)
- Capestri sulla sabbia (Gallows on the Sand, 1956) Mondadori, 1982 e TEA, 1991, traduzione di Grazia Alineri;
- Kundu (1956) Mondadori, 1982, traduzione di Grazia Alineri;
- The Big Story (1957) (conosciuto anche come The Crooked Road)
- The Second Victory (1958) (conosciuto anche come Backlash)
- Arriva McCreary o Missione Esplosiva (McCreary Moves In, 1958, conosciuto anche come The Concubine) (con lo pseudonimo Michael East) Mondadori, 1978 e TEA, 1990, traduzione di Lidia Perria;
- L'avvocato del diavolo (The Devil's Advocate, 1959) Mondadori, 1961, traduzione di Paolo C. Gajani, Castelvecchi, 2014;
- Terre nude (The Naked Country, 1960) (con lo pseudonimo Michael East) Mondadori, 1982 eTEA, 1990, traduzione di Grazia Alineri;
- La figlia del silenzio (Daughter of Silence, 1961) Longanesi, 1990, traduzione di Roberta Rambelli;
- Nei panni di Pietro (The Shoes of the Fisherman, 1963) Rizzoli, 1964, traduzione di Amalia d'Agostino Shanzer;
- The Ambassador (1965)
- La nuova Babele (The Tower of Babel, 1968), Mondadori, 1968, traduzione di Paola Forti
- Lupo rosso (Summer of the Red Wolf, 1971), Mondadori, 1976, traduzione di Augusta Mattioli;
- La salamandra (The Salamander, 1973), Mondadori, 1974, traduzione di Maria Basaglia;
- L'Arlecchino (Harlequin, 1974), Mondadori, 1975, traduzione di Bruno Oddera;
- Il navigatore (The Navigator, 1976), Mondadori, 1977, traduzione di Maria Luisa Bocchino;
- Proteo (Proteus, 1979), Mondadori, 1979, traduzione di Bruno Oddera;
- I giullari di Dio (The Clowns of God, 1981), Mondadori, 1981, traduzione di Roberta Pollini Rambelli;
- Un mondo di vetro (The World is Made of Glass, 1983), Mondadori, 1984, traduzione di Ettore Capriolo;
- L'arcicorruttore (Cassidy, 1986), De Agostini, 1987, traduzione di Marina Marazza;
- Un tocco da maestro (Masterclass, 1988), Longanesi, 1989, traduzione di Roberta Rambelli;
- Lazzaro (Lazarus, 1990), Longanesi, 1990, traduzione di Roberta Rambelli;
- Il grande mediatore (The Ringmaster, 1991), Longanesi, 1991, traduzione di Roberta Rambelli;
- Gli amanti (The Lovers, 1993), Sperling & Kupfer, 1993, traduzione di Linda De Angelis;
- Punto di fuga (Vanishing Point, 1996), Sperling & Kupfer Editori, 1996, traduzione di Linda De Angelis;
- Eminenza (Eminence, 1998), Sperling & Kupfer, 1998, traduzione di Linda De Angelis;
- L'ultima confessione (The Last Confession, 2000), Castelvecchi, 2014 (pubblicato postumo) traduzione di Francesco Paolo Crincoli;

### Teatro
- The Mask of Marius Melville (1945)
- The Prince of Peace
- Trumpets in the Dawn
- Genesis in Juddsville
- The Illusionists (1955)
- The Devil's Advocate (1961)
- Daughter of Silence (1962)
- The Heretic (1969)
- The World is Made of Glass (1982)

### Saggistica
- Children of the Sun - (The Slum Dwellers of Naples1957), La città del sole, 2019;
- Il destino è nelle nostre mani, Autobiografia, (A View from the Ridge: The Testimony of a Twentieth-century Pilgrim, 1996), Sperling & Kupfer, 1997. traduzione di Annabella Caminiti.
- Images & Inscriptions (1997)

## Trasposizioni cinematografiche delle sue opere
- The Crooked Road, (New York Press, operazione dollari) regia di Don Chaffey (1965) - da The Big Story[9]
- L'uomo venuto dal Kremlino (The Shoes of the Fisherman), regia di Michael Anderson (1968) - da Nei panni di Pietro[10]
- Des Teufels Advokat, regia di Guy Green (1977) - da L'avvocato del diavolo[11]
- La salamandra, regia di Peter Zinner (1981) - dal romanzo omonimo[12]
- The Naked Country, regia di Tim Burstall (1984) - da Terre nude[13]
- The Second Victory, regia di Gerald Thomas (1986) - dal romanzo omonimo[14]
- Cassidy, film per la televisione, regia di Carl Schultz, dal romanzo L'arcicorruttore[15]